# جون ألكسندر رينا نيولاندز
جون ألكسندر رينا نيولاندز (بالإنجليزية: John Alexander Reina Newlands)‏ عالم كيمائي بريطاني (26 نوفمبر 1837-29 يوليو 1898) صاحب نظرية الثمانيات في تصنيف العناصر ).
قام في عام 1866 نيولاندز بنشر نظرية الثمانيات. ولكن عدم وجود فراغات كافية للعناصر التي لم يتم اكتشافها، وتواجد بعض العناصر في نفس الخانة كانت من الانتقادات الموجهة لهذ النظري.